# Diócesis de Melo
La diócesis de Melo (en latín: Dioecesis Floridensis) es una circunscripción eclesiástica de la Iglesia católica en Uruguay. Se trata de una diócesis latina, sufragánea de la arquidiócesis de Montevideo. Desde el 15 de septiembre de 2021 su obispo es Pablo Alfonso Jourdán Alvariza.

## Territorio y organización
La diócesis tiene 23 177 km² y extiende su jurisdicción sobre los fieles católicos de rito latino residentes en los departamentos de Cerro Largo y Treinta y Tres.
La sede de la diócesis se encuentra en la ciudad de Florida, en donde se halla la Catedral de Nuestra Señora del Pilar y San Rafael.
En 2021 en la diócesis existían 15 parroquias:
Erigida por Benito Lué y Riega, obispo de Buenos Aires
- Nuestra Señora del Pilar y San Rafael, en Melo, el 1 de marzo de 1805.

Erigidas por Jacinto Vera, en su período de vicario apostólico de Montevideo
- San José, en Treinta y Tres, el 27 de agosto de 1865;
- Santa Clara de Asís, Santa Clara de Olimar, el 5 de agosto de 1877;
- San Juan Bautista, Río Branco (en ese entonces, llamado Villa Artigas), el 6 de noviembre de 1877.

Erigidas por Miguel Paternain, obispo de Florida-Melo
- Nuestra Señora del Carmen, Melo, el 14 de setiembre de 1932;
- Santísimo Redentor, Fraile Muerto, el 26 de noviembre de 1933;
- Santísimo Sacramento, Vergara, el 14 de noviembre de 1938;
- Sagrado Corazón, Cerro Chato, el 10 de octubre de 1949.

Erigidas por José María Cavallero, obispo de Melo
- San José, Tupambaé, el 17 de agosto de 1958.

Erigidas por Roberto Reinaldo Cáceres González, obispo de Melo
- San José Obrero, Melo, el 1 de mayo de 1963;
- Virgen de los Treinta y Tres, Treinta y Tres, el 15 de agosto de 1972;
- El Salvador, Treinta y Tres, el 18 de abril de 1976;
- María Auxiliadora, Pueblo General Enrique Martínez (La Charqueada), el 18 de diciembre de 1977;
- Cristo Rey, Aceguá, el 23 de mayo de 1982;
- Santo Domingo Savio y San Carlos Borromeo, el 23 de mayo de 1994;

Erigidas por Nicolás Cotugno, obispo de Melo
- Jesús Buen Pastor, el 20 de abril de 1997.

## Historia
La diócesis de Melo fue erigida el 14 de abril de 1897 con la bula Apostolici ministerii del papa León XIII, obteniendo el territorio de la diócesis de Montevideo, que a su vez fue elevada al rango de arquidiócesis metropolitana.
El 11 de agosto de 1931, en virtud de la bula Quo salubrius del papa Pío XI, el obispado fue trasladado de Melo a Florida y al mismo tiempo la diócesis cambió su nombre por el de diócesis de Florida y Melo.
El 15 de noviembre de 1955, mediante la bula Accepta arcano del papa Pío XII, la diócesis fue dividida, dando lugar a la actual diócesis de Melo, que incorporó territorios que habían pertenecido hasta entonces a la arquidiócesis de Montevideo, y a la diócesis de Florida.
El 25 de junio de 1960 cedió una parte de su territorio para la erección de la diócesis de Minas (hoy diócesis de Maldonado-Punta del Este-Minas) mediante la bula Cum venerabilis del papa Juan XXIII.

## Estadísticas
Según el Anuario Pontificio 2022 la diócesis tenía a fines de 2021 un total de 102 124 fieles bautizados.
| Año                                                                             | Población            | Población | Población      | Sacerdotes | Sacerdotes    | Sacerdotes    | Bautizados por sacerdote | Diáconos permanentes | Religiosos | Religiosos | Parroquias |
| Año                                                                             | Bautizados católicos | Total     | % de católicos | Total      | Clero secular | Clero regular | Bautizados por sacerdote | Diáconos permanentes | Varones    | Mujeres    | Parroquias |
| ------------------------------------------------------------------------------- | -------------------- | --------- | -------------- | ---------- | ------------- | ------------- | ------------------------ | -------------------- | ---------- | ---------- | ---------- |
| 1966                                                                            | 95 000               | 120 000   | 79.2           | 29         | 15            | 14            | 3275                     |                      | 14         | 64         | 10         |
| 1970                                                                            | 90 000               | 120 000   | 75.0           | 27         | 12            | 15            | 3333                     |                      | 16         | 62         | 10         |
| 1976                                                                            | 90 000               | 125 000   | 72.0           | 25         | 7             | 18            | 3600                     |                      | 19         | 51         | 14         |
| 1980                                                                            | 91 400               | 127 100   | 71.9           | 22         | 10            | 12            | 4154                     | 1                    | 12         | 58         | 16         |
| 1990                                                                            | 97 000               | 138 000   | 70.3           | 23         | 14            | 9             | 4217                     | 1                    | 15         | 79         | 16         |
| 1999                                                                            | 126 000              | 175 500   | 71.8           | 22         | 17            | 5             | 5727                     | 1                    | 5          | 40         | 16         |
| 2000                                                                            | 127 000              | 177 000   | 71.8           | 20         | 15            | 5             | 6350                     | 1                    | 33         | 40         | 16         |
| 2001                                                                            | 99 000               | 145 000   | 68.3           | 22         | 14            | 8             | 4500                     | 1                    | 8          | 34         | 16         |
| 2002                                                                            | 95 000               | 133 000   | 71.4           | 21         | 13            | 8             | 4523                     | 1                    | 8          | 38         | 16         |
| 2003                                                                            | 95 000               | 133 000   | 71.4           | 21         | 13            | 8             | 4523                     | 1                    | 8          | 38         | 16         |
| 2004                                                                            | 110 000              | 150 000   | 73.3           | 19         | 11            | 8             | 5789                     | 1                    | 8          | 39         | 16         |
| 2013                                                                            | 126 000              | 158 300   | 79.6           | 23         | 20            | 3             | 5478                     |                      | 3          | 38         | 16         |
| 2016                                                                            | 102 366              | 132 832   | 77.1           | 15         | 14            | 1             | 6824                     | 3                    | 1          | 36         | 16         |
| 2019                                                                            | 104 000              | 139 500   | 74.6           | 14         | 12            | 2             | 7428                     | 5                    | 2          | 36         | 16         |
| 2021                                                                            | 102 124              | 139 000   | 73.5           | 14         | 13            | 1             | 7294                     | 4                    | 1          | 31         | 15         |
| Fuente: Catholic-Hierarchy, que a su vez toma los datos del Anuario Pontificio. |                      |           |                |            |               |               |                          |                      |            |            |            |

## Episcopologio
- José María Cavallero Gómez † (20 de diciembre de 1955-9 de julio de 1960 nombrado obispo de Minas)
- Orestes Santiago Nuti Sanguinetti, S.D.B. † (9 de julio de 1960-2 de enero de 1962 nombrado obispo de Canelones)
- Roberto Reinaldo Cáceres González † (2 de enero de 1962-23 de abril de 1996 retirado)
- Nicolás Cotugno Fanizzi, S.D.B. (13 de junio de 1996-4 de diciembre de 1998 nombrado arzobispo de Montevideo)
- Luis del Castillo Estrada, S.I. (21 de diciembre de 1999-13 de junio de 2009 retirado)
- Heriberto Andrés Bodeant Fernández (13 de junio de 2009-19 de marzo de 2021 nombrado obispo de Canelones)
- Pablo Alfonso Jourdán Alvariza, desde el 15 de septiembre de 2021